# Liste der Monuments historiques in Petit-Palais-et-Cornemps
Die Liste der Monuments historiques in Petit-Palais-et-Cornemps führt die Monuments historiques in der französischen Gemeinde Petit-Palais-et-Cornemps auf.

## Liste der Bauwerke
| Bezeichnung       | Beschreibung              | Standort | Kennzeichnung | Schutzstatus | Datum | Bild           |
| ----------------- | ------------------------- | -------- | ------------- | ------------ | ----- | -------------- |
| Kirche Notre-Dame | Erbaut im 12. Jahrhundert | (Lage)   | PA00083661    | Inscrit      | 1925  | weitere Bilder |
| Kirche St-Pierre  | Erbaut im 13. Jahrhundert | (Lage)   | PA00083660    | Classé       | 1846  | weitere Bilder |

## Liste der Objekte
| Bezeichnung  | Beschreibung          | Standort                       | Kennzeichnung | Schutzstatus | Datum | Bild |
| ------------ | --------------------- | ------------------------------ | ------------- | ------------ | ----- | ---- |
| Zwei Glocken | Bronze, 1624 gegossen | in der Kirche St-Pierre (Lage) | PM33000623    | Classé       | 1942  |      |